# Lijst van gouverneurs van Illinois
Dit is een lijst met gouverneurs van de Amerikaanse staat Illinois.

## Territoriale gouverneurs
| Naam           | Termijn   | Partij        |
| -------------- | --------- | ------------- |
| Ninian Edwards | 1809-1818 | Onafhankelijk |

## Gouverneurs van Illinois (1818–heden)
| Nr.  | Gouverneur van Illinois Governor of Illinois | Gouverneur van Illinois Governor of Illinois | Gouverneur van Illinois Governor of Illinois | Ambtstermijn     | Ambtstermijn     | Partij(en) | Verkiezing(en) |
| ---- | -------------------------------------------- | -------------------------------------------- | -------------------------------------------- | ---------------- | ---------------- | ---------- | -------------- |
| 1    |                                              | Shadrach Bond                                | Shadrach Bond (1773–1832)                    | 6 oktober 1818   | 5 december 1822  | O          | 1818           |
| 2    |                                              | Edward Coles                                 | Edward Coles (1786–1868)                     | 5 december 1822  | 6 december 1826  | O          | 1822           |
| 3    |                                              | Ninian Edwards                               | Ninian Edwards (1775–1833)                   | 6 december 1826  | 5 december 1830  | DR         | 1826           |
| 4    |                                              | John Reynolds                                | John Reynolds (1788–1865)                    | 5 december 1830  | 18 november 1834 | NR         | 1830           |
| 5    |                                              | William Ewing                                | William Ewing (1895–1846)                    | 18 november 1834 | 2 december 1834  | D          | 1830           |
| 6    |                                              | Joseph Duncan                                | Joseph Duncan (1794–1844)                    | 2 december 1834  | 8 december 1838  | W          | 1834           |
| 7    |                                              | Thomas Carlin                                | Thomas Carlin (1789–1852)                    | 8 december 1838  | 8 december 1842  | D          | 1838           |
| 8    |                                              | Thomas Ford                                  | Thomas Ford (1800–1850)                      | 8 december 1842  | 10 december 1846 | D          | 1842           |
| 9    |                                              | Augustus French                              | Augustus French (1808–1864)                  | 10 december 1846 | 10 januari 1853  | D          | 1846           |
| 9    | 1848                                         | Augustus French                              | Augustus French (1808–1864)                  | 10 december 1846 | 10 januari 1853  | D          |                |
| 10   |                                              | Joel Matteson                                | Joel Matteson (1808–1873)                    | 10 januari 1853  | 13 januari 1857  | D          | 1852           |
| 11   |                                              | William Bissell                              | William Bissell (1811–1860)                  | 13 januari 1857  | 18 maart 1860    | R          | 1856           |
| 12   |                                              | John Wood                                    | John Wood (1798–1880)                        | 18 maart 1860    | 15 januari 1861  | R          | 1856           |
| 13   |                                              | Richard Yates sr.                            | Richard Yates sr. (1815–1873)                | 15 januari 1861  | 15 januari 1865  | R          | 1860           |
| 14   |                                              | Richard Oglesby                              | Richard Oglesby (1824–1899)                  | 15 januari 1865  | 10 januari 1869  | R          | 1864           |
| 15   |                                              | John Palmer                                  | John Palmer (1817–1900)                      | 10 januari 1869  | 13 januari 1873  | R          | 1868           |
| (14) |                                              | Richard Oglesby                              | Richard Oglesby (1824–1899)                  | 13 januari 1873  | 4 maart 1873     | R          | 1873           |
| 16   |                                              | John Beveridge                               | John Beveridge (1824–1910)                   | 4 maart 1873     | 7 januari 1877   | R          | 1873           |
| 17   |                                              | Shelby Cullom                                | Shelby Cullom (1829–1914)                    | 7 januari 1877   | 4 maart 1883     | R          | 1876           |
| 17   | 1880                                         | Shelby Cullom                                | Shelby Cullom (1829–1914)                    | 7 januari 1877   | 4 maart 1883     | R          |                |
| 18   |                                              | John Hamilton                                | John Hamilton (1847 1905)                    | 4 maart 1883     | 30 januari 1885  | R          |                |
| (14) |                                              | Richard Oglesby                              | Richard Oglesby (1824–1899)                  | 30 januari 1885  | 15 januari 1889  | R          | 1884           |
| 19   |                                              | Joseph Fifer                                 | Joseph Fifer (1840–1936)                     | 15 januari 1889  | 10 januari 1893  | R          | 1888           |
| 20   |                                              | John Altgeld                                 | John Altgeld (1847–1902)                     | 10 januari 1893  | 10 januari 1897  | D          | 1892           |
| 21   |                                              | John Tanner                                  | John Tanner (1844–1901)                      | 10 januari 1897  | 15 januari 1901  | R          | 1896           |
| 22   |                                              | Richard Yates jr.                            | Richard Yates jr. (1860–1936)                | 15 januari 1901  | 10 januari 1905  | R          | 1900           |
| 23   |                                              | Charles Deneen                               | Charles Deneen (1863–1940)                   | 10 januari 1905  | 3 februari 1913  | R          | 1904           |
| 23   | 1908                                         | Charles Deneen                               | Charles Deneen (1863–1940)                   | 10 januari 1905  | 3 februari 1913  | R          |                |
| 24   |                                              | Edward Dunne                                 | Edward Dunne (1853–1937)                     | 3 februari 1913  | 7 januari 1917   | D          | 1912           |
| 25   |                                              | Frank Lowden                                 | Frank Lowden (1861–1943)                     | 7 januari 1917   | 10 januari 1921  | R          | 1916           |
| 26   |                                              | Len Small                                    | Len Small (1862–1936)                        | 10 januari 1921  | 15 januari 1929  | R          | 1920           |
| 26   | 1924                                         | Len Small                                    | Len Small (1862–1936)                        | 10 januari 1921  | 15 januari 1929  | R          |                |
| 27   |                                              | Louis Emmerson                               | Louis Emmerson (1863–1941)                   | 15 januari 1929  | 10 januari 1933  | R          | 1928           |
| 28   |                                              | Henry Horner                                 | Henry Horner (1878–1940)                     | 10 januari 1933  | 6 oktober 1940   | D          | 1932           |
| 28   | 1936                                         | Henry Horner                                 | Henry Horner (1878–1940)                     | 10 januari 1933  | 6 oktober 1940   | D          |                |
| 29   |                                              | John Stelle                                  | John Stelle (1891–1962)                      | 6 oktober 1940   | 12 januari 1941  | D          |                |
| 30   |                                              | Dwight Green                                 | Dwight Green (1897–1958)                     | 12 januari 1941  | 10 januari 1949  | R          | 1940           |
| 30   | 1944                                         | Dwight Green                                 | Dwight Green (1897–1958)                     | 12 januari 1941  | 10 januari 1949  | R          |                |
| 31   |                                              | Adlai Stevenson II                           | Adlai Stevenson II (1900–1965)               | 10 januari 1949  | 12 januari 1953  | D          | 1948           |
| 32   |                                              | Bill Stratton                                | Bill Stratton (1914–2001)                    | 12 januari 1953  | 10 januari 1961  | R          | 1952           |
| 32   | 1956                                         | Bill Stratton                                | Bill Stratton (1914–2001)                    | 12 januari 1953  | 10 januari 1961  | R          |                |
| 33   |                                              | Otto Kerner                                  | Otto Kerner (1908–1976)                      | 10 januari 1961  | 22 mei 1968      | D          | 1960           |
| 33   | 1964                                         | Otto Kerner                                  | Otto Kerner (1908–1976)                      | 10 januari 1961  | 22 mei 1968      | D          |                |
| 34   |                                              | Sam Shapiro                                  | Sam Shapiro (1907–1987)                      | 22 mei 1968      | 13 januari 1969  | D          |                |
| 35   |                                              | Richard Ogilvie                              | Richard Ogilvie (1923–1988)                  | 13 januari 1969  | 8 januari 1973   | R          | 1968           |
| 36   |                                              | Dan Walker                                   | Dan Walker (1922–2015)                       | 8 januari 1973   | 10 januari 1977  | D          | 1972           |
| 37   |                                              | Jim Thompson                                 | Jim Thompson (1936–2020)                     | 10 januari 1977  | 14 januari 1991  | R          | 1976           |
| 37   | 1978                                         | Jim Thompson                                 | Jim Thompson (1936–2020)                     | 10 januari 1977  | 14 januari 1991  | R          |                |
| 37   | 1982                                         | Jim Thompson                                 | Jim Thompson (1936–2020)                     | 10 januari 1977  | 14 januari 1991  | R          |                |
| 37   | 1986                                         | Jim Thompson                                 | Jim Thompson (1936–2020)                     | 10 januari 1977  | 14 januari 1991  | R          |                |
| 38   |                                              | Jim Edgar                                    | Jim Edgar (1946)                             | 14 januari 1991  | 11 januari 1999  | R          | 1990           |
| 38   | 1994                                         | Jim Edgar                                    | Jim Edgar (1946)                             | 14 januari 1991  | 11 januari 1999  | R          |                |
| 39   |                                              | George Ryan                                  | George Ryan (1934–2025)                      | 11 januari 1999  | 13 januari 2003  | R          | 1998           |
| 40   |                                              | Rod Blagojevich                              | Rod Blagojevich (1956)                       | 13 januari 2003  | 29 januari 2009  | D          | 2002           |
| 40   | 2006                                         | Rod Blagojevich                              | Rod Blagojevich (1956)                       | 13 januari 2003  | 29 januari 2009  | D          |                |
| 41   |                                              | Pat Quinn                                    | Pat Quinn (1948)                             | 29 januari 2009  | 12 januari 2015  | D          |                |
| 41   | 2010                                         | Pat Quinn                                    | Pat Quinn (1948)                             | 29 januari 2009  | 12 januari 2015  | D          |                |
| 42   |                                              | Bruce Rauner                                 | Bruce Rauner (1956)                          | 12 januari 2015  | 14 januari 2018  | R          | 2014           |
| 43   |                                              | J. B. Pritzker                               | J. B. Pritzker (1965)                        | 14 januari 2018  | heden            | D          | 2018           |
| 43   | 2022                                         | J. B. Pritzker                               | J. B. Pritzker (1965)                        | 14 januari 2018  | heden            | D          |                |